# Mururindi
Mururindi är ett periodiskt vattendrag i Burundi.   Det ligger i provinsen Makamba, i den södra delen av landet, 120 km sydost om huvudstaden Bujumbura.
Omgivningarna runt Mururindi är en mosaik av jordbruksmark och naturlig växtlighet. Runt Mururindi är det ganska tätbefolkat, med 80 invånare per kvadratkilometer.